# Chelidonium majus
Chelidonium majus (L., 1753), comunemente nota come celidonia, è una pianta erbacea, spontanea in Italia, appartenente alla famiglia delle Papaveraceae.

## Etimologia
Il nome deriva dal greco chelidòn (= rondine), secondo Maurice Mességué perché porzioni di pianta vengono strofinate dalle rondini sugli occhi non ancora aperti dei piccoli. Il latice caustico aprirebbe i lembi di pelle consentendo ai rondinini di vedere.

## Descrizione
Pianta erbacea perenne, alta da 30 a 90 cm, a fusto ramificato e a nodi ingrossati.

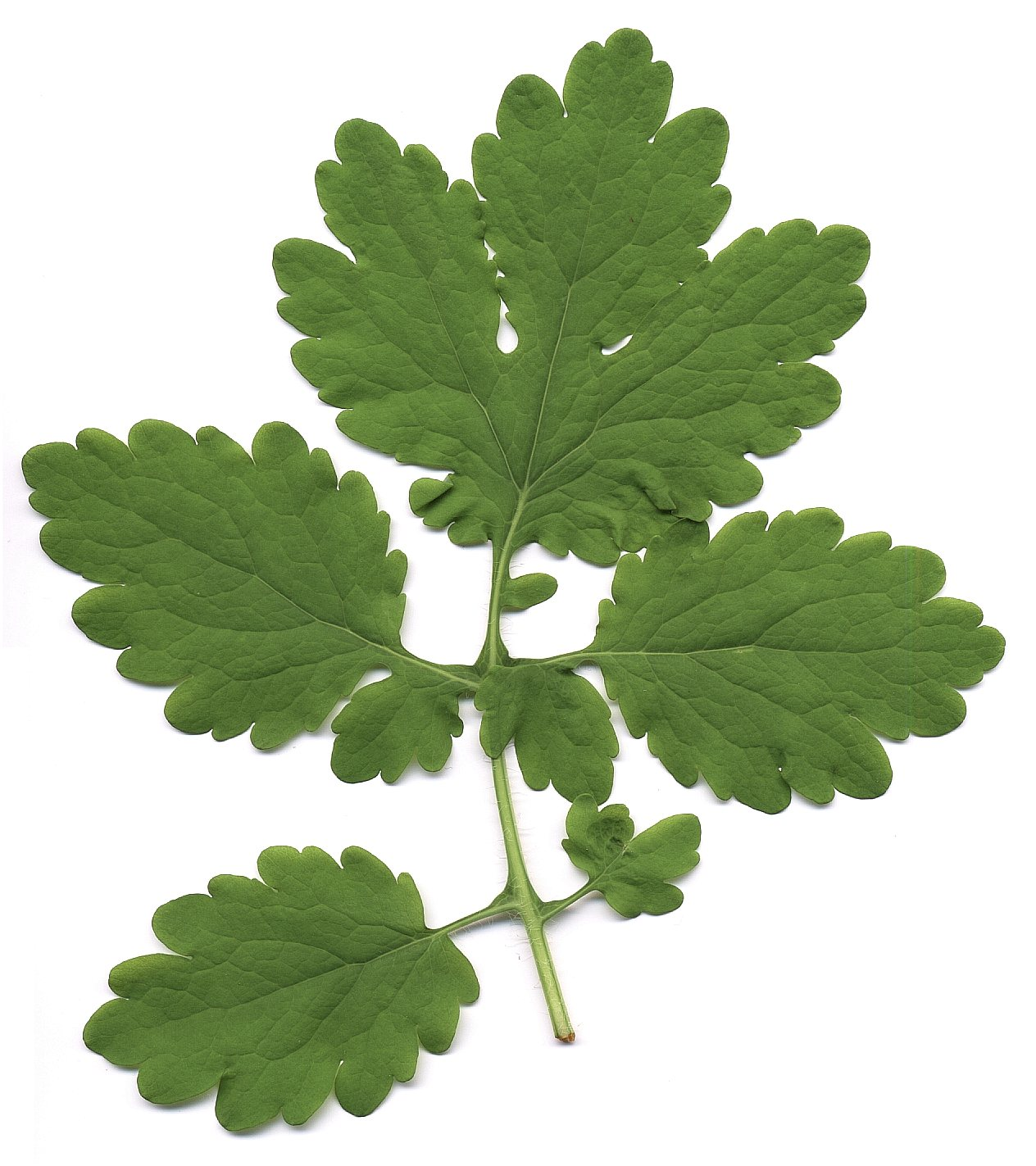
Foglia di celidonia

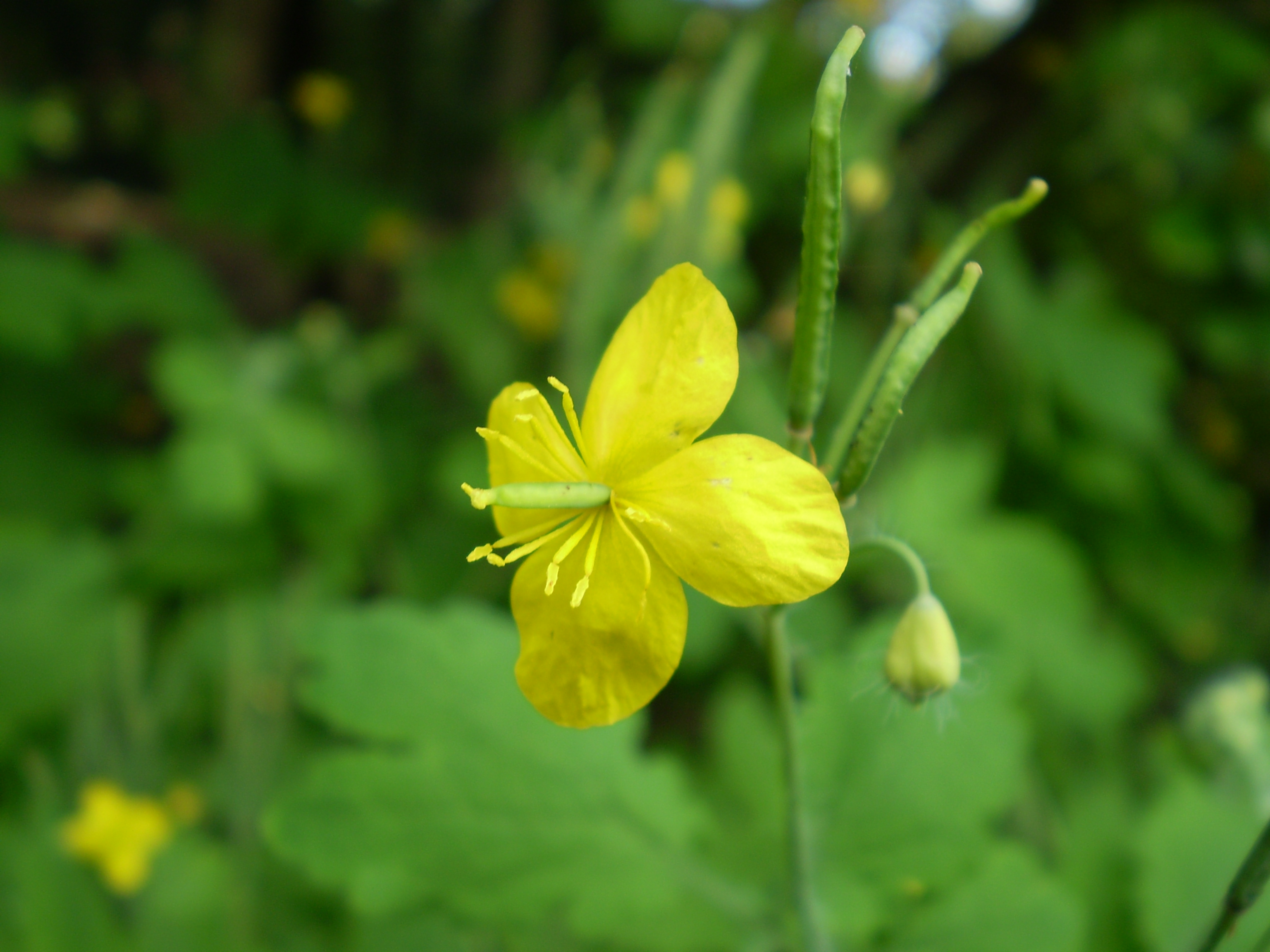
Fiore e frutto di celidonia

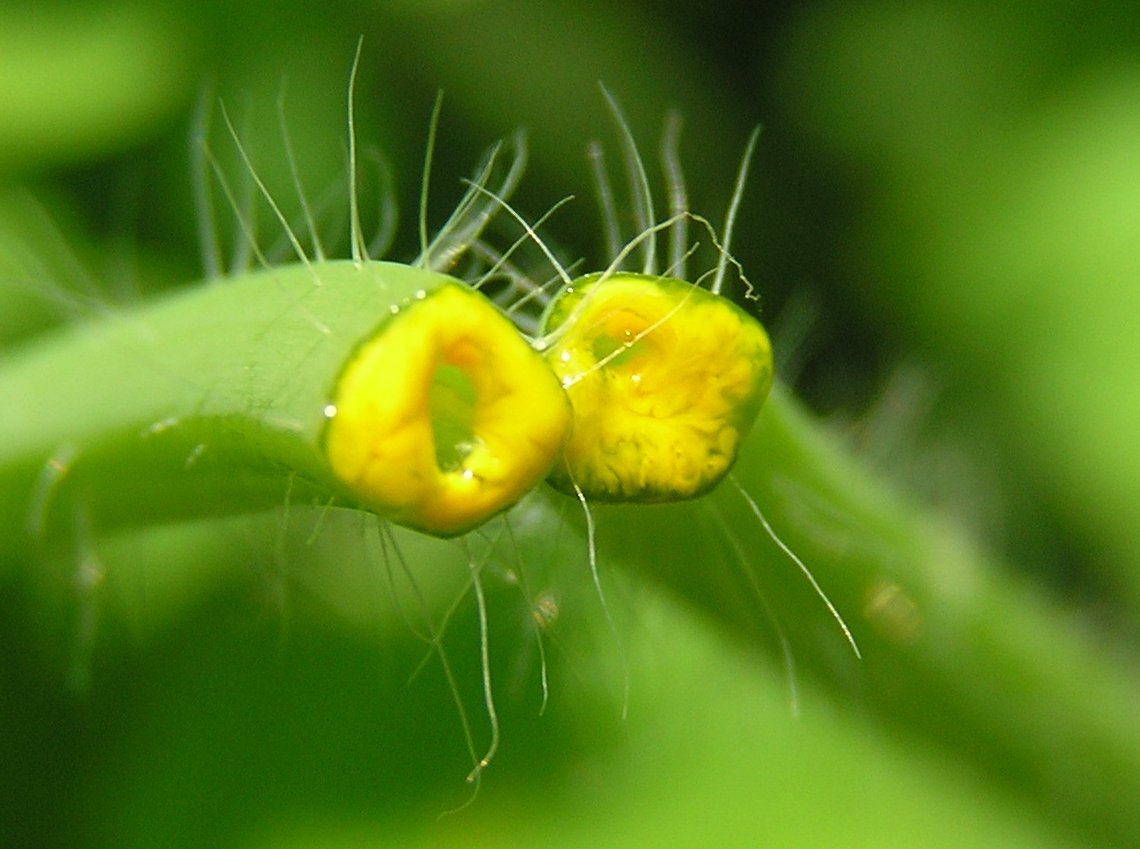
Lattice giallo

Le foglie sono lobate, alterne, imparipennate, color verde-bluastro, più chiare o grigie nella pagina inferiore. 
I fiori hanno calice composto da due sepali caduchi e corolla con 4 petali gialli, venti stami, ovario supero.
Il frutto, allungato, apparentemente una siliqua, in realtà è una capsula, ovvero un frutto secco deiscente che deriva da un ovario pluricarpellare. Un esempio di capsula lo si può trovare nel Papaver somniferum, definito anche papavero da oppio.
Dai rametti spezzati esce un latice giallo-arancio che è uno dei tratti inconfondibili della pianta. Il colore è dovuto ad un alcaloide benzilisochinolinico contenuto nel latice stesso, definito chelidonina. Esposto all'aria, il lattice si ossida rapidamente e scurisce.

## Distribuzione e habitat
Ha un areale centrato nel bacino del Mediterraneo ma la si può trovare anche in Europa Settentrionale e Russia europea. Cresce spontaneamente nei boschi e nelle zone abbandonate. Viene considerata un'indicatrice di presenza di composti azotati.
Cresce anche nei giardini e nelle aiuole, e ricresce ogni anno, per cui è considerata infestante.

## Usi

### Fitoterapia
- I principi attivi di questa pianta sono per lo più alcaloidi isochinolinici, in particolare la copticina, ma anche berberina e sparteina.
- La pianta viene tradizionalmente utilizzata nella medicina popolare per uso esterno. Contro le verruche, si applica il lattice fresco nella zona interessata, lasciando asciugare[3].
- In omeopatia è stata sperimentata da Samuel Hahnemann e dalla sua scuola.
- Compare spesso nelle ricette di Maurice Mességué, come componente di miscele per pediluvi e lavaggi delle mani. Nella cultura gitana è usata nei pediluvi, per dare sollievo alle gambe.
- Come altre Papaveraceae ha azione purgativa e sedativa e un'azione spasmolitica sulla muscolatura liscia. In dosi moderate veniva assunta in infuso o decotto, per esempio nelle campagne del lodigiano e cremasco, mescolata al tarassaco per una bevanda depurativa del fegato, ma la tossicità di alcuni principi contenuti ne sconsiglia l'utilizzo interno a meno di supervisione esperta.

### Altro
Usata nel secolo XVIII come pianta decorativa, per aiuole, forse per il colore delle foglie.
È evitata dalle bestie da pascolo, per il sapore acre e disgustoso.
È pianta visitata dalle api.